# Setembre Negre de Jordània
Setembre Negre de Jordània (en àrab: أيلول الأسود ; Aylūl Al-Aswad), va ser el conflicte que es va lliurar a Jordània entre les Forces Armades de Jordània (FAJ), sota la direcció del rei Hussein i l'Organització per a l'Alliberament de Palestina (OAP), sota la direcció de Iàssir Arafat, principalment entre el 16 i el 27 de setembre de 1970, tot i que algunes accions van continuar fins al 17 de juliol de 1971.
Després que Jordània perdés el control de Cisjordània en 1967, els combatents palestins coneguts com a fedaí van traslladar les seves bases a Jordània i van intensificar els seus atacs contra Israel i els territoris ocupats per Israel. Una represàlia israeliana en un campament de l'OAP amb base a Karameh, una ciutat jordana al llarg de la frontera amb Cisjordània, es va convertir en una batalla a gran escala. La percepció de la victòria conjunta jordano-palestina a la batalla de Karameh de 1968 va conduir un augment del suport àrab als combatents palestins a Jordània. La força de l'OAP a Jordània va créixer, i a l'inici de 1970, els grups havien començat a demanar obertament l'enderrocament de la monarquia haiximita. Actuant com un estat dintre d'un estat, els fedaïns van fer cas omís de les lleis i regulacions locals, i també van intentar assassinar el rei Hussein dues vegades, la qual cosa va portar a violents enfrontaments entre ells i l'exèrcit jordà al juny de 1970. Hussein volia expulsar els fedaïns del país, però va dubtar d'atacar perquè no volia que els seus enemics ho utilitzessin contra ell en equiparar els combatents palestins amb civils. Les accions de l'OAP a Jordània van culminar en l'incident dels segrests del Dawson's Field del 10 de setembre, en què els fedaïns van segrestar tres avions civils i van forçar el seu aterratge a Zarqa, prenent com a ostatges ciutadans estrangers, i després volant els avions davant de la premsa internacional. Hussein va veure això com la gota que feia vessar el got i va ordenar a l'exèrcit que es mogués.
El 17 de setembre, l'exèrcit jordà va envoltar les ciutats amb presència de l'OAP, incloses Amman i Irbid, i va començar a bombardejar els fedaïns, que s'havien establert en els camps de refugiats palestins. L'endemà, una força de Síria amb marques de l'Exèrcit d'Alliberament de Palestina va començar a avançar cap a Irbid, que els fedaïns havien declarat ciutat «alliberada». El 22 de setembre, els sirians es van retirar després que l'exèrcit jordà llancés una ofensiva aire-terra que va infligir fortes pèrdues sirianes, i després que la Força Aèria Israeliana volessin simbòlicament sobre les unitats sirianes en suport d'Hussein, encara que no van participar en la batalla. La pressió exercida pels països àrabs va portar Hussein a aturar la lluita. El 13 d'octubre va signar un acord amb Arafat per regular la presència dels fedaïns. Tanmateix, l'exèrcit jordà va atacar novament el gener de 1971. Els fedaïns van ser expulsats de les ciutats, un per un, fins que 2.000 fedaïns es van rendir després d'haver estat rodejats en un bosc a la vora d'Ajlun el 17 de juliol, marcant el final del conflicte.
Jordània va permetre als fedaïns partir cap al Líban via Síria, i després es van convertir en combatents en la Guerra Civil libanesa de 1975. L'organització Setembre Negre va ser fundada durant el conflicte per portar a terme represàlies. L'organització es va atribuir la responsabilitat de l'assassinat del primer ministre jordà Wasfi al-Tall el 1971, i la molt difosa massacre d'atletes israelians a Múnic de l'any 1972.

## Antecedents

### Palestins a Jordània

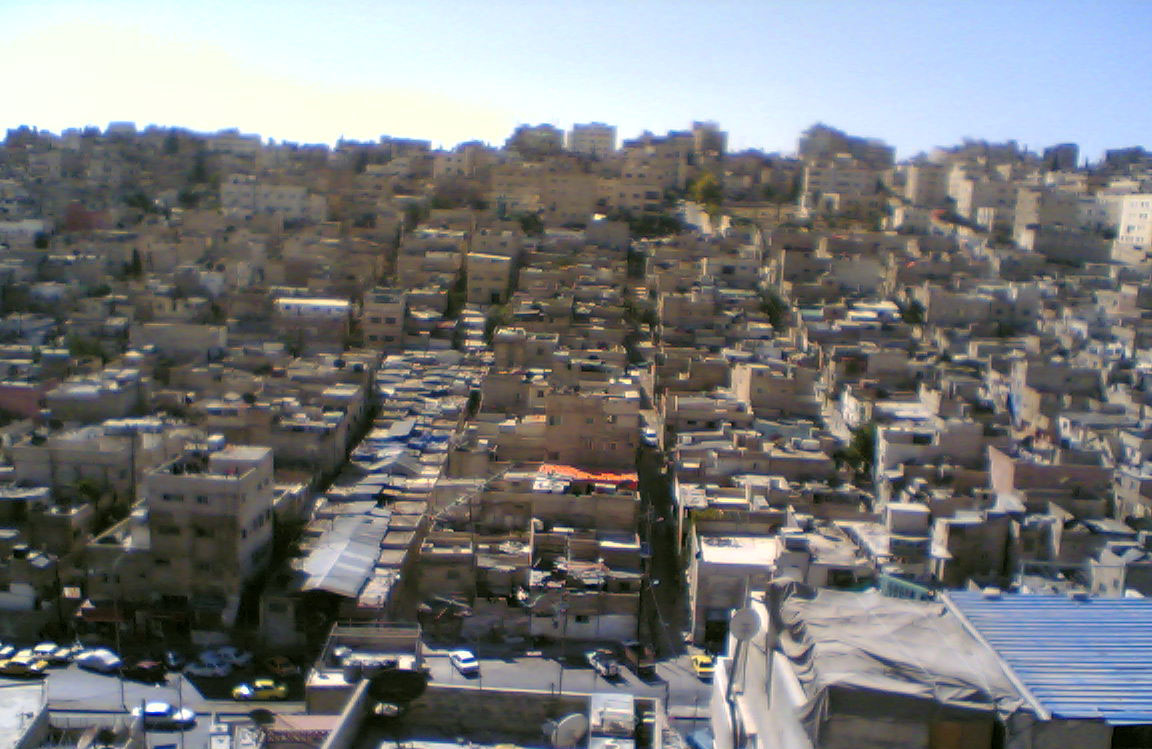
Vista del camp de refugiats palestins de Jabal Al-Hussein a Amman.

Després que Jordània annexés Cisjordània en 1951, va transferir la seva ciutadania als palestins de Cisjordània. La població combinada de Cisjordània i Jordània consistia en dos terços de palestins (un terç a Cisjordània i un terç de la part Oriental) i un terç de jordans. Jordània va proporcionar als palestins escons equivalents a la meitat del parlament, i els palestins van gaudir d'igualtat d'oportunitats en tots els sectors de l'estat. Aquest canvi demogràfic va influir en la política jordana.
El rei Hussein va considerar que el problema palestí continuaria sent el principal obstacle de seguretat nacional del país; temia que una Cisjordània independent sota l'administració de l'OAP amenaçaria l'autonomia del seu regne haxemita. Les faccions palestines van ser recolzades de manera diversa per molts governs àrabs, per damunt de tot el president d'Egipte Gamal Abdel Nasser, que els va donar suport polític.
L'organització nacionalista palestina Fatah va començar a organitzar atacs transfronterers contra Israel el gener de 1965, sovint provocant severes represàlies israelianes contra Jordània. L'Incident Samu realitzat per Israel el 13 de novembre de 1966 va ser una d'aquestes represàlies, després que tres soldats israelians morissin a les mans d'una mina terrestre de Fatah. L'assalt israelià a la ciutat d'As-Samu controlada per Jordània a Cisjordània va causar moltes baixes a Jordània, l'escriptor israelià Avi Shlaim va argumentar que la desproporcionada represàlia d'Israel va exigir venjança sobre el partit equivocat, ja que els líders israelians sabien per la seva interacció amb Hussein que estava fent tant com sigui possible per evitar aquests atacs. Hussein, qui va sentir que havia estat traït pels israelians, va rebre fortes crítiques locals a causa d'aquest incident. Es creu que això va contribuir a la seva decisió d'unir-se a Egipte i la guerra de Síria contra Israel en 1967. Al juny de 1967, Israel va capturar Cisjordània des de Jordània durant la Guerra dels Sis Dies.

### La força de l'OAP després de la Batalla de Karameh
Després que Jordània perdés Cisjordània, Fatah, sota l'OAP, va intensificar els seus atacs guerrillers contra Israel des de territori jordà, convertint la ciutat fronterera de Karameh en el seu quarter general. El 18 de març de 1968, un autobús escolar israelià va ser volat per una mina a la vora de Be'er Ora a Wadi Araba, matant dos adults i ferint deu nens, va ser la 38ena operació de Fatah en poc més de tres mesos. El 21 de març, les unitats de les Forces de Defensa d'Israel (FDI) van entrar a Jordània i van llançar un atac de represàlia contra Karameh que es va convertir en una batalla a gran escala que va durar un dia. L'OAP en va sofrir unes 200 baixes i altres 150 presoners; 40-84 soldats jordans també van ser assassinats. Les pèrdues israelianes van ser a la ratlla de 30 morts i 69-161 ferits, i també van deixar diversos vehicles.

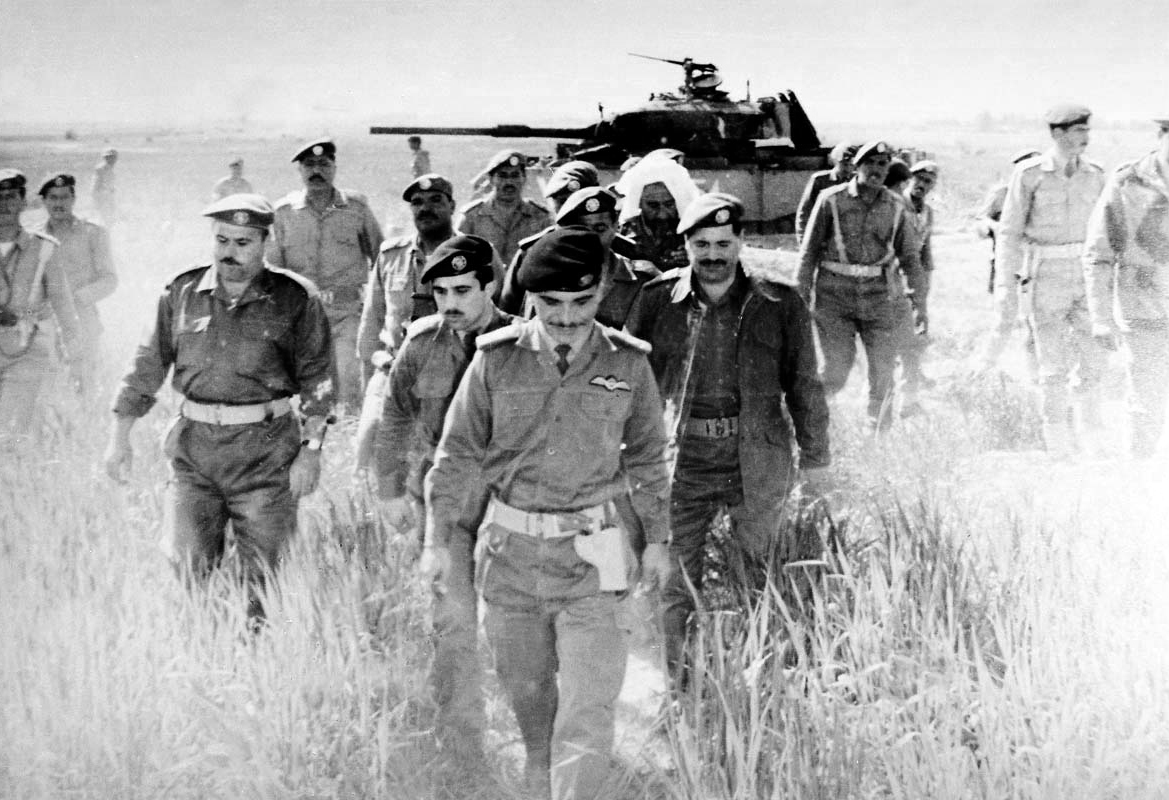
El rei Hussein després de revisar un tanc israelià abandonat el 21 de març de 1968 durant la Batalla de Karameh. La percepció de la victòria conjunta palestí-jordana va portar un augment al suport als fedaïns a Jordània.

Ambdues parts van declarar la victòria: Israel havia complert el seu objectiu de destruir el campament de Karameh, però no va aconseguir capturar Arafat, mentre que Jordània i l'OAP havien causat baixes israelianes relativament fortes. Encara que els palestins van tenir un èxit limitat en infligir baixes israelianes, el rei Hussein els va permetre prendre el crèdit de l'èxit. Els fedaïns van utilitzar la gran aclamació i el reconeixement de la batalla en el món àrab per establir les seves reivindicacions nacionals. L'operació de Karameh també va destacar la vulnerabilitat de les bases properes al riu Jordà, pel que l'OAP els va moure més lluny a les muntanyes. Altres atacs israelians van atacar els militants palestins que residien entre la població civil jordana, el que va provocar friccions entre els jordans i les guerrilles.
Els palestins i els àrabs en general van considerar la batalla com una victòria psicològica sobre les Forces de Defensa d'Israel, que fins aleshores s'havien considerat com «invencible», i el reclutament en]unitats guerrilleres es va disparar. Fatah va informar que 5,000 voluntaris havien sol·licitat unir-se dins de les 48 hores posteriors als esdeveniments a Karameh. A la fi de març, n'hi havia quasi 20,000 fedaïns a Jordània. L'Iraq i Síria van oferir programes d'entrenament per a diversos milers de guerrillers. Els estats del Golf Pèrsic, liderats per Kuwait, van recaptar diners per a ells[a través d'un impost del 5% sobre els salaris de les seves desenes de milers de treballadors palestins residents, i una campanya de recaptació de fons al Líban va recaptar 500,000 $ únicament a Beirut. Les organitzacions palestines també van començar a garantir un suport per a tota la vida para les famílies de tots els guerrillers morts en acció. Un any després de la batalla, Fatah tenia sucursals en uns vuitanta països. Després de la batalla, Fatah va obtenir el control de l'OAP a Egipte.
Fedaïns palestins de Síria i el Líban, van començar a convergir a Jordània, principalment a Amman. En enclavaments palestins i camps de refugiats a Jordània, la policia i l'exèrcit estaven perdent la seva autoritat. Els camps de refugiats Wehdat i Al-Hussein van arribar a ésser referits com «repúbliques independents» i els fedaïns van establir autonomia administrativa establint un govern local sota el control de militants de l'OAP uniformats —establint punts de control i intentant extorquir «impostos» als civils.

### Acord de set punts

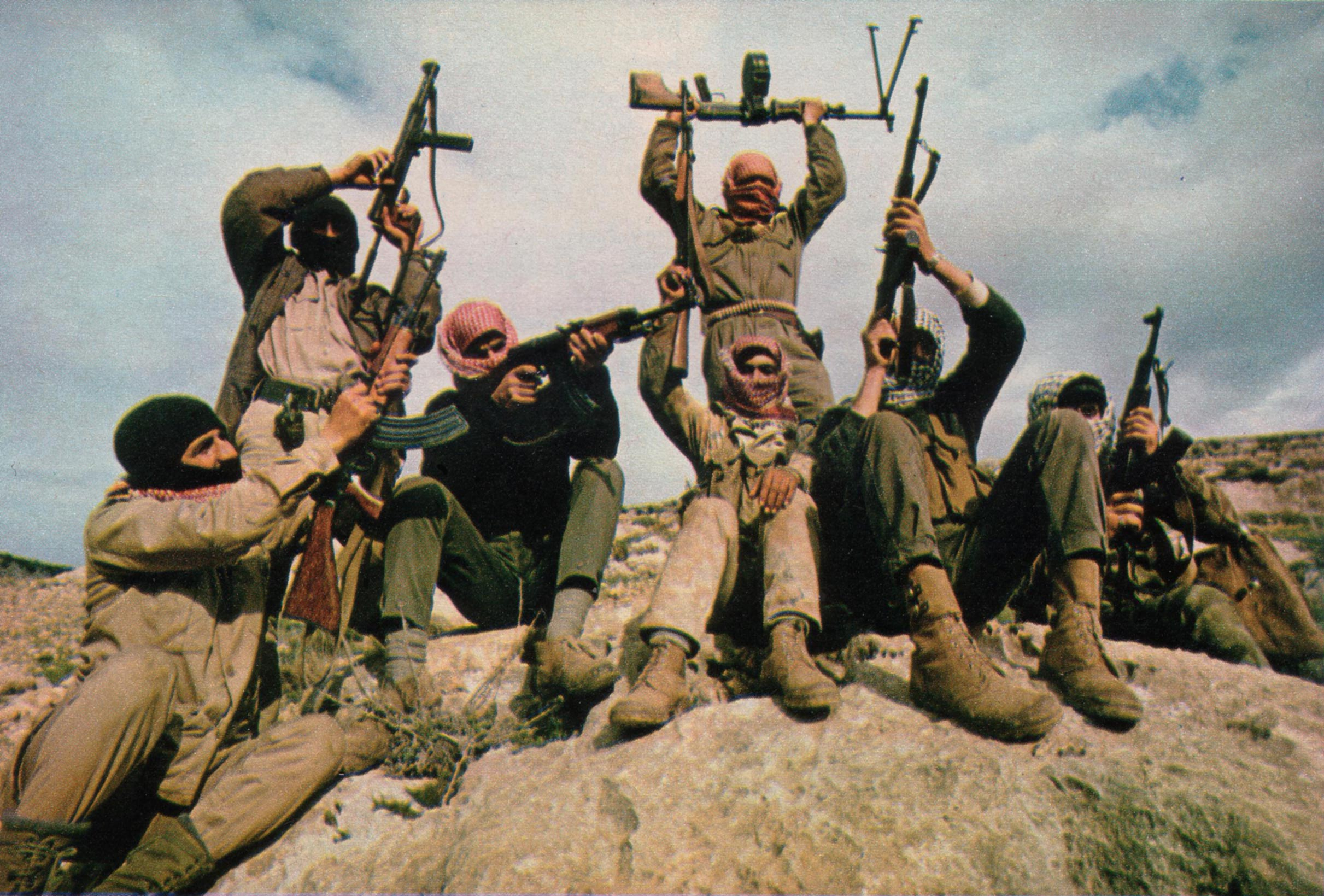
Fedaïns del Front Popular per a l'Alliberament de Palestina (FPAP) a Jordània, a començaments de 1969.

A començaments de novembre de 1968, l'exèrcit jordà va atacar un grup de fedaïns nomenat "Al-Nasr" (que significa victòria) després que el grup va atacar la policia jordana. No tots els palestins van recolzar les accions d'Al-Nasr, però la resposta jordana estava destinada a enviar un missatge que hi hauria conseqüències per desafiar l'autoritat del règim. Immediatament després de l'incident, es va arribar a un acord de set punts entre el rei Hussein i les organitzacions palestines, que va restringir la conducta il·legal dels fedaïns contra el govern jordà.
L'OAP no va poder complir amb l'acord, i va arribar a ésser vista cada vegada més com un estat dintre d'un estat a Jordània. Iàssir Arafat de Fatah va reemplaçar Ahmad Shukeiri com a líder de l'OAP al febrer de 1969. La disciplina als diferents grups palestins era pobra, i l'OAP no tenia poder central per controlar els diferents grups. Es va passar a una situació desenvolupada de grups de fedaïns, fusionant-se i trencant-se ràpidament, de vegades tractant de comportar-se radicalment per atreure reclutaments. Hussein va ser als Estats Units al març de 1969 per parlar amb Richard Nixon, el nou president dels Estats Units. Va argumentar per l'adhesió d'Israel a la Resolució 242 del Consell de Seguretat de les Nacions Unides, en què se l'exigia que tornés els territoris que havia ocupat el 1967 a canvi de la pau. Les faccions palestines sospitaven d'Hussein, ja que això significava el retir de la seva política de resistència enèrgica cap a Israel, i aquestes sospites es van intensificar encara més per l'afirmació de Washington de què Hussein podria liquidar el moviment fedaí en el seu país una vegada resolt el conflicte.
Fatah va afavorir no intervenir en els assumptes interns d'altres països àrabs. Tanmateix, encara que va assumir el lideratge de l'OAP, els moviments palestins d'esquerra més radicals es van negar a complir amb aquesta política. Al 1970, el Front Popular per a l'Alliberament de Palestina (FPAP) dirigit per George Habash i el Front Democràtic per a l'Alliberament de Palestina (FDAP) dirigit per Nayef Hawatmeh, va començar a qüestionar obertament la legitimitat de la monarquia haiximita, i va demanar el seu enderrocament i reemplaçament amb un règim revolucionari. Altres grups d'esquerra radicals inclouen el Baas sirià As-Saika i el Baas iraquià Front per l'Alliberament Àrab:aquests van ser vistos per Hussein com «un titella de l'imperialisme occidental», «un reaccionari», i «un sionisme en funció».

Van afirmar que el camí a Tel-Aviv passava per Amman, que van intentar transformar en Hanoi d'Aràbia. També van provocar sentiments conservadors i religiosos amb provocatives declaracions i accions antireligioses, com la col·locació de lemes marxistes i leninistes en les parets de les mesquites.

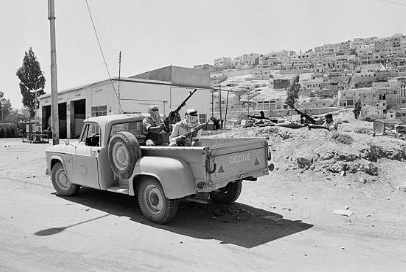
Patrulla de l'FPAP a Amman, 12 de juny de 1970.

Segons Shlaim, el seu creixent poder va ser acompanyat per una creixent arrogància i insolència. Ell cita un observador que descriu l'OAP a Jordània:
| « | Van conduir sorollosament al voltant d'Amman en jeeps amb armes carregades, com un exèrcit d'ocupació; van extorquir contribucions financeres d'individus, de vegades estrangers, a es seves llars i a llocs públics; van fer cas omís de les normes de tràfic rutinàries, no van registrar i van llicenciar els seus vehicles, i es van negar a aturar-se en els punts de control de l'exèrcit; es van jactar del seu paper de destí contra Israel i van menysprear el valor de l'exèrcit. La seva mateixa presència a Amman, lluny del camp de batalla, semblava un desafiament per al règim. | » |

Els palestins van afirmar que hi havia nombrosos agents provocadors de Jordània o d'altres serveis de seguretat presents entre els fedaïns, deliberadament tractant d'alterar les relacions polítiques i proporcionar justificació per a una ofensiva. Hi va haver freqüents segrests i actes de violència contra civils: El Cap del Tribunal Reial Haiximeta (i subseqüentment el Primer Ministre) Zaid al-Rifai va afirmar que en un cas extrem «els fedaïns van matar un soldat, ho van decapitar, i van jugar al futbol amb el cap a l'àrea on acostumava a viure».

### Edicte de deu punts i confrontacions de juny
La situació va col·locar Hussein en un sever dilema: si usava la força per expulsar els fedaïns, es distanciaria dels palestins en el país i en el món àrab. Tanmateix, si es negava a actuar per tornar el cop als fedaïns, faltaria al respecte dels jordans i de l'exèrcit, la columna vertebral del règim, que ja havia començat a pressionar a Hussein perquè actués contra ells. Al febrer de 1970, el rei Hussein va visitar el president egipci Nasser al Caire, i va aconseguir el seu suport per prendre una actitud més dura contra els fedaïns. Nasser també va acordar influir als fedaïns perquè desistissin de soscavar el règim d'Hussein. Al seu retorn, va publicar un edicte de deu punts que restringia les activitats de les organitzacions palestines i que incloïa la prohibició del següent: dur armes públicament, emmagatzemar municions als pobles i celebrar manifestacions i reunions sense el consentiment previ del govern. Els fedaïns van reaccionar violentament a aquests esforços destinats a frenar el seu poder, el que va portar a Hussein a congelar la nova regulació; també va acceptar les seves demandes d'acomiadar el presumpte ministre de l'interior anti palestí Muhammad Al-Kailani.occidentals van començar a publicar històries sensacionalistes que Hussein estava perdent el control de Jordània i que podria abdicar aviat. La política d'Hussein de donar concessions als fedaïns era guanyar temps, però els diaris occidentals van començar a publicar històries sensacionalistes que Hussein estava perdent el control de Jordània i que podria abdicar aviat.

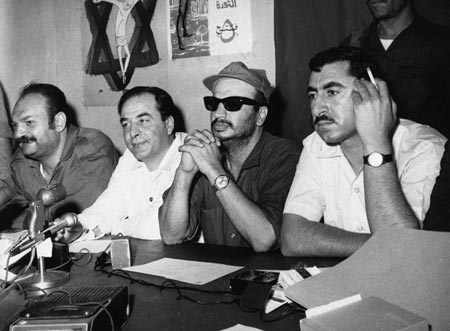
Líders de l'OAP: Iàssir Arafat, Nayef Hawatmeh i Kamal Nasser en una conferència de premsa a Amman després dels esdeveniments de juny de 1970.

Líbia, l'Aràbia Saudita i Kuwait, que recolzaven obertament els fedaïns, van enviar a Jordània subsidis financers, col·locant a Hussein en una posició difícil. Hussein no va obtenir forces externes per donar-ho suport a part dels Estats Units i Israel, i això va actuar com a combustible per la propaganda dels fedaïns en contra seu. El 17 de febrer de 1970, l'ambaixada dels Estats Units a Tel-Aviv va transmetre tres preguntes d'Hussein a Israel preguntant sobre la posició d'Israel si Jordània optava per enfrontar-se als fedaïns. Israel va respondre positivament a Hussein i es va comprometre a no prendre avantatge si Jordània retirava les seves tropes de les fronteres per a una possible confrontació.
L'artilleria i la força aèria israelians van atacar Irbid el 3 de juny com a represàlia per un atac fedaí contra Bet-Xean, matant un soldat i set civils i ferint altres vint-i-sis civils. L'exèrcit jordà va prendre represàlies i va bombardejar Tiberíades per primera vegada en 22 anys; Hussein va ordenar el bombardeig però es va adonar que era el començament d'un perillós cicle de violència. En conseqüència, va sol·licitar, mitjançant l'ambaixada dels Estats Units a Amman, un alto el foc amb els israelians per guanyar temps i poder prendre mesures enèrgiques contra els fedaïns. El missatge a Israel va declarar que «el govern jordà estava fent tant com sigui possible per evitar atacs de míssils dels fedaïns contra Israel. El rei lamentava profundament els atacs amb coets. L'exèrcit jordà tenia ordres de disparar per matar qualsevol fedaí que intentés disparar coets, la nit del 3 de juny, els violadors serien afusellats a la vista». Israel va acceptar la sol·licitud d'Hussein per pressió dels nord-americans.
A l'estiu de 1970, l'exèrcit jordà va estar a punt de perdre la seva paciència amb el grup fedaí. Després d'una provocació, un batalló de tancs es va traslladar des de la Vall del Jordà sense ordres d'Amman, amb la intenció de prendre represàlies contra ells. Hi va haver la intervenció personal d'Hussein i del tercer comandant de la Divisió Blindada dirigida pel xerif Zaid ibn Shaker, qui va bloquejar el camí amb els seus automòbils, per aturar el seu atac.
La lluita va esclatar novament entre els fedaïns i l'exèrcit a Zarqa el 7 de juny. Dos dies més tard, els fedaïns van obrir foc contra la seu de la Direcció General d'Intel·ligència (mukhabarat). Hussein va anar a visitar el quarter general de la mukhabarat després de l'incident, però la seva caravana d'automòbils va patir] un fort foc fedaí, matant un dels seus guàrdies. Unitats beduines de l'exèrcit van prendre represàlies per l'intent d'assassinat contra el seu rei mitjançant el bombardeig dels camps d'Al-Wehdat i Al-Hussein, que es va convertir en un conflicte que va durar tres dies. Una reunió de l'exèrcit israelià deliberava sobre els esdeveniments a Jordània; d'acord amb el director de la Intel·ligència Militar d'Israel, n'hi havia al voltant de 2.000 fedaïns a Amman armats amb morters i coets Katiuixa. Els consellers d'Hussein estaven dividits: alguns l'ho instaven a acabar el treball, mentre que d'altres demanaven moderació, ja que la victòria només podia aconseguir-se a costa de milers de vides, el que per a ells era inacceptable. Hussein va aturar la lluita, i el saldo del conflicte de tres dies va ser a la ratlla de 300 morts i 700 ferits, inclosos civils.

Hussein i Arafat van anunciar un alto el foc, però l'FPAP no el va complir. Tot seguit va retenir al voltant de 68 ciutadans estrangers com a ostatges en dos hotels d'Amman, amenaçant en volar-los junt amb els edificis si Sharif Shaker i Sharif Nasser no fossin acomiadats i la unitat de les Forces Especials es va dissoldre. Arafat no estava d'acord amb l'FPAP, però va haver de continuar el joc perquè temia l'opinió pública.] Hussein es va comprometre i va reduir les tensions designant Mashour Haditha Al-Jazy, que era considerat un general moderat, com a cap de personal de l'exèrcit, i Abdelmunim Al-Rifai com a primer ministre, que alhora va incloure sis palestins com a ministres en el seu govern. Henry Kissinger, assessor de seguretat del president Nixon, va fer la següent avaluació dels esdeveniments a Jordània:
| « | L'autoritat i el prestigi del règim haiximita continuaran disminuint. La credibilitat internacional de Jordània es veurà compromesa fins i tot més... Una major llibertat d'acció dels fedaïns inevitablement donarà lloc a violacions més greus de l'alto el foc a la vall del Jordà... Hussein s'enfronta a un futur polític incert. | » |

El juny de 1970 es va convertir en un dels períodes més incerts per a la monarquia haiximita a Jordània, ja que la majoria dels diplomàtics estrangers creien que els esdeveniments afavorien els fedaïns, i que la caiguda de la monarquia era només qüestió de temps. Encara que Hussein confiava, els membres de la seva família van començar a preguntar-se quant duraria la situació. El príncep Zayd ibn al-Husayn ibn Ali, de 72 anys, l'únic fill d'Hussein ibn Ali (xerif de la Meca) que no es va convertir en rei, estava de visita a Amman al juny i es va quedar amb Hussein al palau reial. Va veure la gestió d'Hussein de l'assumpte, i abans d'anar-se'n, li va dir al seu fill que pensava que Hussein era l'«haixemita més genuí, capaç i valent que mai no hagi conegut», així com «el líder més gran entre tots els reis haixemita».
Un altre acord d'alto el foc va ser signat entre Hussein i Arafat el 10 de juliol. Va reconèixer i va legitimar la presència dels fedaïns a Jordània i va establir un comitè per supervisar el seu comportament. El pla Rogers patrocinat pels Estats Units per al conflicte israelià-palestí es va publicar al juliol amb base en la resolució 242 del Consell de Seguretat de Nacions Unides. Nasser i Hussein van acceptar el pla, però Arafat el va rebutjar el 26 de juliol, al·legant que era un dispositiu per liquidar el seu moviment. El FPAP i el FDAP van ser més intransigents, rebutjant vehementment el pla i van denunciar Nasser i Hussein. Mentrestant, es va assolir un cessament del foc entre Egipte i Israel el 7 d'agost, acabant formalment la Guerra de Desgast. El 15 d'agost, s'al·lega que Arafat va dir que «hem decidit convertir a Jordània en un cementiri per a tots els conspiradors: Amman serà el Hanoi de la revolució». Paradoxalment, Arafat havia advertit Habash i Hawatmeh, els respectius líders de l'FPAP i del FDAP, de provocar el règim, ja que gaudia de superioritat militar i podia donar per acabada la seva existència a Jordània en qualsevol moment. Però les seves crides van ser desateses, i van començar a nomenar més obertament a l'enderrocament dels haixemites com un «preludi al llançament d'una guerra popular per a l'alliberació de Palestina». Un altre compromís entre l'exèrcit i els fedaïns va succeir a la fi d'agost, després que els fedaïns van tendir una emboscada a vehicles de l'exèrcit i van organitzar un atac armat contra l'oficina de correus de la capital.

## Setembre Negre

### Segrests d'avions

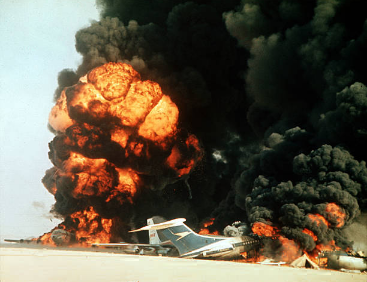
L'avió de Dawson's Field va ser volat a Zarqa per fedaïns palestins enfront de la premsa internacional, el 12 de setembre de 1970.

La caravana d'Hussein va ser atacada l'1 de setembre per segona vegada en tres mesos, provocant enfrontaments entre l'exèrcit i els fedaïns a Amman fins al 6 de setembre. En aquesta data, tres avions van ser segrestats pl'FPAP: avions de Swissair i TWA que van aterrar a Azraq de Jordània, i un avió de Pan Am que va ser traslladat al Caire i immediatament va explotar després que els passatgers fossin alliberats. Els dos avions que van aterrar a Jordània en tenien 310 passatgers; l'FPAP va amenaçar en volar-los si els fedaïns de les presons europees i israelians no s'alliberessin. El 9 de setembre, un tercer vol de British Overseas Airways Corporation (BOAC) des de Bahrain amb 115 passatgers va ser segrestat a Zarqa. El FPAP va anunciar que els segrests tenien la intenció de «prestar especial atenció al problema palestí». Després que es va retirar a 371 ostatges, els avions van ser dramàticament volats enfront de la premsa internacional el 12 de setembre. Tanmateix, l'organització va retenir 54 ostatges durant unes dues setmanes. Els règims àrabs i Arafat no estaven contents amb els segrests; que van considerar que havien causat més mal al problema palestí. Però Arafat no va poder desvincular-se dels segrests, novament a causa de l'opinió pública àrab.
Al-Jazy, l'acabat de nomenar cap de personal de l'exèrcit pro palestí, va renunciar el 9 de setembre enmig de la crisi del segrest i va ser reemplaçat per Habis Al-Majali. Natheer Rasheed, el director d'intel·ligència que havia estat nomenat un mes abans, va afirmar que a Al-Jazy se li van pagar 200,000 dinars jordans, i que la seva carta de renúncia va ser escrita per l'OAP. Shlaim afirma que el preludi constava de tres etapes: «conciliació, contenció i confrontació». Sosté que Hussein va ser pacient per poder demostrar que havia fet tant com fos possible per evitar el vessament de sang, i que la confrontació només va arribar després que totes les altres opcions s'havien exhaurit, i després que l'opinió pública —tant internacional com local— s'inclinés contra els fedaïns.

### Atacs de l'exèrcit jordà

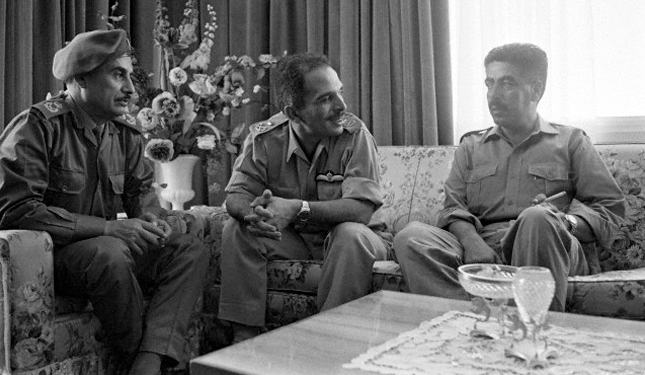
El rei Hussein en una reunió sobre els esdeveniments del Setembre Negre amb els seus assessors: el primer ministre Wasfi Al-Tal (dreta) i el cap de l'Estat Major de l'exèrcit, Habis Al-Majali (esquerra), el 17 de setembre de 1970.

La nit del 15 de setembre, Hussein va trucar els seus assessors per a una reunió d'emergència en la seva residència d'Al-Hummar, als afores occidentals d'Ammán. Habis Al-Majali, Sharif Shaker, Wasfi Al-Tal i Zaid al-Rifai van ser entre els que van estar presents; durant algun temps havien estat pressionant Hussein perquè resolgués el problema dels fedaïns. Els generals de l'exèrcit van estimar que l'exèrcit trigaria dos o tres dies en expulsar els fedaïns de les principals ciutats.
Hussein va acomiadar el govern civil a l'endemà i va nomenar Muhammad Daoud, un lleial palestí, per a dirigir un govern militar, declarant així la llei marcial. Un altre palestí del govern militar va ser Adnan Abu Oudeh, un oficial del parlament. Abu Oudeh més tard li va preguntar a Hussein quina va ser la decisió més difícil que havia de prendre, al que el rei va respondre: «La decisió de recuperar el meu capital».
El 17 de setembre, la 60a Brigada Blindada va entrar a la capital, Amman, des de diferents direccions i va bombardejar els camps de refugiats de Wehdat i Hussein, on els fedaïns eren amb els seus tancs, artilleria i morters. Els fedaïns van oposar una dura resistència, ja que estaven ben preparats, i la lluita va continuar els següents deu dies sense interrupció. Simultàniament, l'exèrcit va envoltar i va atacar altres ciutats controlades el grup fedaí, entre elles: Irbid, Jerash, Al-Salt i Zarqa. Els tres dies estimats pels generals d'Hussein no van poder ser assolits, i l'estancament resultant va portar els països àrabs a pressionar Hussein perquè aturés la lluita.

### Intervenció estrangera

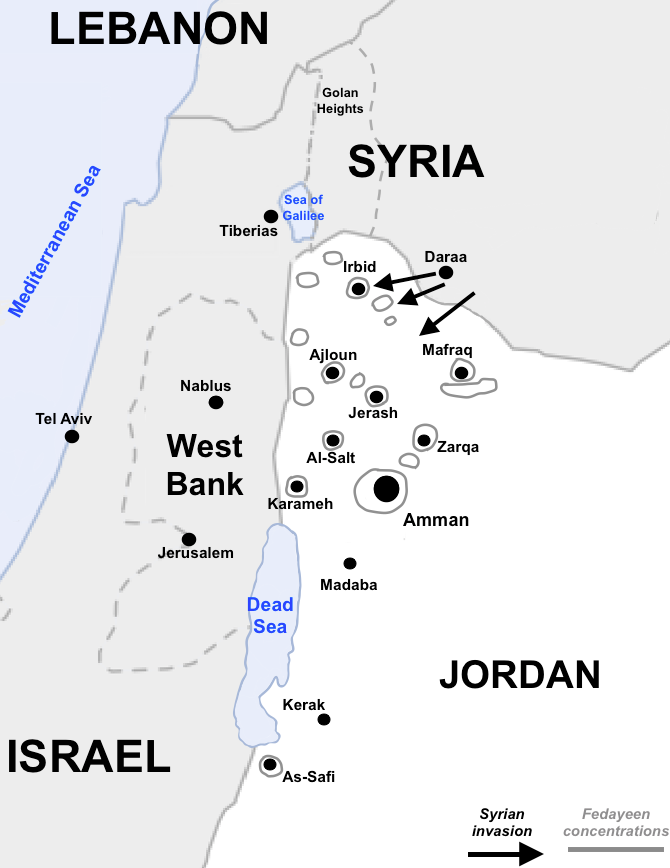
Mapa que mostra les concentracions de fedaïns a Jordània abans de setembre de 1970, i la invasió siriana.

Jordània temia la intervenció estrangera en els esdeveniments en suport dels fedaïns; això aviat es va materialitzar el 18 de setembre després que una força de Síria amb l'Exèrcit d'Alliberament de Palestina (EAP) marxés cap a Irbid, que els fedaïns havien declarat una ciutat «alliberada». La 40a Brigada Blindada va aconseguir bloquejar l'avenç de les forces sirianes després d'intensos combats.
La 40ª Brigada Blindada va aconseguir bloquejar l'avançament de les forces sirianes després d'intensos combats. Una segona incursió siriana, molt més gran, va succeir el mateix dia: consistia en dues brigades d'infanteria blindades, una mecanitzada de la 5a Divisió d'Infanteria i al voltant de 300 tancs. Encara que els tancs sirians tenien marques del PLA, les tropes eren regulars de l'exèrcit sirià. Síria no va emetre cap declaració respecte de la situació, però es creu que el propòsit de la seva intervenció a ser ajudar els fedaïns a enderrocar a la monarquia. Una altra explicació és que els sirians volien crear un refugi per als fedaïns al nord de Jordània, des d'on podien negociar amb Hussein.
També hi va haver preocupació per la interferència iraquiana. Una tercera divisió cuirassada de 17,000 homes de l'exèrcit iraquià s'havia quedat en l'est de Jordània des de la Guerra dels Sis Dies de 1967. El govern iraquià va simpatitzar amb els palestins, però no estava clar si la divisió s'involucraria en el conflicte a favor dels fedaïns. Per tant, la 99ena brigada jordana va haver de ser dedicada per vigilar els iraquians.

David Raab, un dels ostatges segrestats de l'avió, va descriure les accions militars inicials de Setembre Negre:
| « | Érem enmig del bombardeig ja que Ashrafiyeh era entre els objectius principals de l'exèrcit jordà. L'electricitat va ser tallada, i novament vàrem tenir poc menjar o aigua. Divendres a la tarda, varem sentir les petjades metàl·liques d'un tanc fent soroll al paviment. Ràpidament varem ser conduïts a una cambra, i els guerrillers van obrir les portes per fer que l'edifici semblés abandonat perquè no atragués el foc. Sobtadament, el bombardeig es va aturar. | » |

Hussein va organitzar una reunió del gabinet la nit de la incursió siriana, deixant-los decidir si Jordània hauria de cercar la intervenció estrangera. Dos grups van sorgir de la reunió; un grup de ministres va afavorir la intervenció militar de Gran Bretanya o dels Estats Units, mentre que l'altre grup va argumentar que era un assumpte àrab que hauria de tractar-se internament. El primer grup va prevaldre, ja que Jordània afrontava una amenaça existencial.
Gran Bretanya es va negar a interferir militarment per temor a involucrar-se en un conflicte regional; arguments com «Jordània no és un país viable» va sorgir. El gabinet britànic va decidir transmetre la sol·licitud d'Hussein als nord-americans.

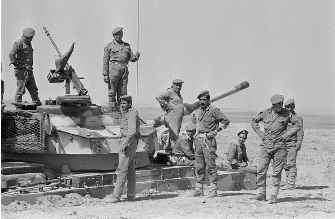
Soldats jordans envolten un tanc sirià abandonat a Irbid, el 17 de setembre de 1970.

Nixon i Kissinger estaven receptius a la petició d'Hussein. Nixon va ordenar a la sisena flota de la Marina dels Estats Units que es col·loqués enfront de la costa d'Israel, a la vora de Jordània. Entre el 19 i el 20 de setembre, la marina dels Estats Units havia concentrat una poderosa força al Mediterrani oriental. La seva missió oficial era protegir els interessos dels Estats Units en la regió i respondre a la captura d'uns 54 ciutadans britànics, alemanys i dels Estats Units a Jordània per part de les forces de l'OAP. Més tard, documents desclassificats van mostrar que Hussein va trucar un funcionari dels Estats Units a les 3h. per sol·licitar la intervenció dels Estats Units. «Situació que es deteriora perillosament després de la invasió massiva siriana», va citar Hussein. «Sol·licito la intervenció física immediata tant terrestre com aèria... per salvaguardar la sobirania, la integritat territorial i la independència de Jordània. Els atacs aeris immediats contra les forces invasores des de qualsevol punt més la cobertura aèria és imperatiu».
El 22 de setembre, Hussein va ordenar a la Reial Força Aèria Jordana atacar les forces sirianes. Una ofensiva conjunta aire-terra va resultar reeixida, contribuint a l'èxit l'abstenció de la Força Aèria Siriana d'unir-se. Això ha estat atribuït a les lluites de poder dins del govern Baathista sirià entre el president sirià Salah Jadid i el comandant de la Força Aèria siriana Hafez al-Àssad. Al-Àssad va reclamar el poder després d'un cop el 13 de novembre. La imparcialitat iraquiana es va atribuir al general iraquià Hardan Al-Tikriti. El compromís d'Hussein de no interferir va caure un any més tard per això. Es creu que la rivalitat entre el partit Baas iraquià i sirià va ser la veritable raó de la falta de participació iraquiana.

### Acord negociat egipci

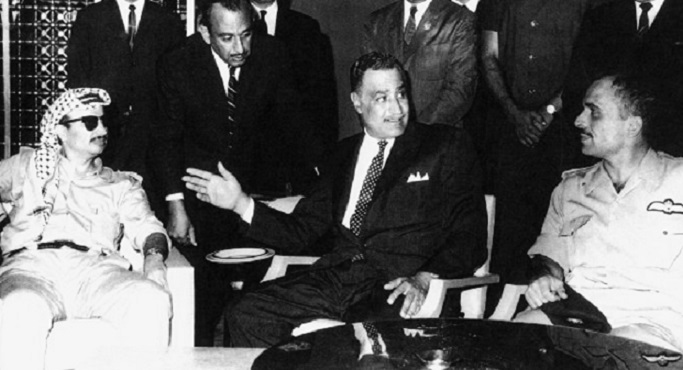
El president egipci, Gamal Abdel Nasser, va negociar un alto el foc entre Iàssir Arafat i el rei Hussein a la cimera d'emergència de la Lliga Àrab al Caire el 27 de setembre de 1970. Nasser va morir a l'endemà d'un atac al cor.

Els atacs aeris van infligir grans pèrdues als sirians, i a la tarda del 22 de setembre, la 5a Divisió va començar a retirar-se. La Força Aèria Israeliana va volar simbòlicament sobre les unitats sirianes en suport d'Hussein, però no es va involucrar. Les forces jordanes van bombardejar constantment el quarter general dels fedaïns a Amman i van amenaçar en atacar-los també a altres regions del país. Els palestins van patir grans pèrdues, i alguns dels seus comandants van ser capturats. D'altra banda, a l'exèrcit jordà hi va haver al voltant de 300 desercions.
Hussein va acceptar un alto el foc després que els medis àrabs van començar a acusar-lo de massacrar els palestins. El primer ministre jordà Muhammad Daoud va desertar a Líbia després d'ésser pressionat pel president Moammar al-Gaddafi, mentre que el primer era a Egipte representant a Jordània en una cimera d'emergència de la Lliga Àrab. Hussein va decidir volar al Caire el 26 de setembre, on es va trobar amb l'hostilitat dels líders àrabs. El 27 de setembre, Hussein i Arafat van signar un acord negociat pel president egipci Nasser. Nasser va morir a l'endemà d'un atac al cor.
L'exèrcit jordà va recuperar el control de les principals ciutats i interseccions del país abans d'acceptar l'acord d'alto el foc negociat per l'egipci Nasser. Hussein va nomenar un palestí, Ahmad Toukan, com a primer ministre, i e] va ordenar «d'embenar les ferides».
En el període posterior a l'alto el foc, Hussein va revelar públicament que l'exèrcit jordà en va descobrir al voltant de 360 bases subterrànies de l'OAP a Amman, i que Jordània en tenia 20.000 detinguts, entre els quals hi havia «assessors xinesos».

### Paper pakistanès
El cap d'una missió d'entrenament pakistanesa a Jordània, el brigadier Muhammad Zia-ul-Haq—més tard Cap de l'Estat Major de l'Exèrcit i president de Pakistan—, va exercir un paper clau e] la planificació d'ofensives.

### Paper dels esquerristes iranians
Dues organitzacions guerrilleres esquerristes iranianes, l'Organització de Guerrilles Fedaí del Poble Iranià (OIPFG) i l'organització armada Mojahedin-e-kalq (PMOI), van participar en el conflicte contra Jordània. La seva «col·laboració amb l'OAP va ser particularment estreta, i els membres de tots dos moviments fins i tot van lluitar costat a costat a Jordània durant els esdeveniments del setembre negre i es van entrenar plegats als camps de Fatah a Líban». El 3 d'agost de 1972, els operatius de PMOI van bombardejar l'ambaixada jordana a Teheran durant la visita d'estat del rei Hussein com un acte de «venjança» pels esdeveniments del Setembre Negre.

### Morts
Arafat va afirmar que l'exèrcit jordà va matar 25,000 palestins, d'altres estimacions situen el nombre entre 2,000 i 3,400. L'intent d'invasió sirià va acabar amb 120 tancs perduts i al voltant de 600 baixes sirianes. Els soldats jordans van patir]al voltant de 537 morts.

### Post-setembre de 1970

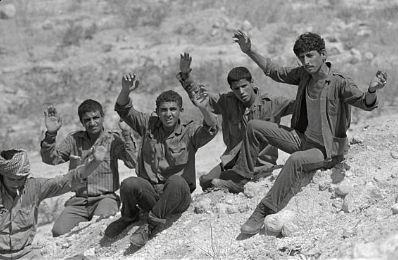
Un grup fedaí que es van rendir a les forces israelianes després d'haver fugit a l'altre costat del riu Jordà, el 21 de juliol de 1971.

Un altre acord, nomenat l'acord d'Amman, va ser signat entre Hussein i Arafat el 13 d'octubre. Va ordenar que els fedaïns respectessin la sobirania de Jordània, no portessin uniformes ni armes en públic. Tanmateix, contenia una clàusula que requeria que Jordània reconegués l'OAP com l'únic representant dels palestins; Wasfi al-Tall va rebutjar aquesta clàusula. Habash i Hawatmeh van continuar els seus atacs contra la monarquia malgrat l'acord d'Amman. Hussein va nomenar Al-Tall per formar un govern, que va ser vist com a antipalestí. Tanmateix, va ser un defensor dels palestins, amb els seus gests propalestins vists durant els seus dos períodes anteriors com a primer ministre. Al-Tall va veure amb recel a Arafat, ja que l'OAP aparentment va concentrar els seus esforços contra l'estat jordà en lloc d'Israel. En una ocasió, Al-Tall va perdre els estreps i li va cridar a Arafat: «Ets un mentider, no vols lluitar contra Israel!». Shlaim descriu Al-Tall com una figura més intransigent que Hussein, i molt popular entre l'exèrcit.
Els enfrontaments entre l'exèrcit i l'FPAP i l'FDAP es van produir després que Wasfi al-Tall estigués ja instal·lat. Al-Tal va llançar una ofensiva contra les bases dels fedaïns al llarg de la carretera Amman-Jerash el gener de 1971, i l'exèrcit els va expulsar d'Irbid al març. Per l'abril, Al-Tall va ordenar a l'OAP que reubiqués totes les seves bases d'Amman als boscos entre Ajloun i Jerash. Els fedaïns inicialment es van resistir, però van ser superats en nombre. Al juliol, l'exèrcit va envoltar als últims 2.000 fedaïns restants de l'àrea d'Ajloun-Jerash, que finalment es van rendir i se'ls va permetre anar-se'n a Síria ; uns 200 combatents van preferir creuar el riu Jordà i rendir-se a les forces israelianes en lloc d'als jordans. En una conferència de premsa el 17 de juliol, Hussein va declarar que la sobirania de Jordània havia estat completament restaurada, i que «ara no hi havia cap problema».

## Conseqüències

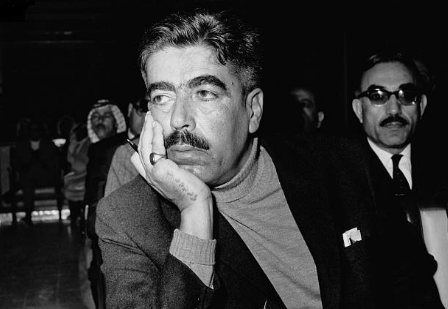
El primer ministre jordà Wasfi al-Tall va ser assassinat el 28 de novembre de 1971 a Egipte per l'Organització Septembre Negre.

### Jordània
Els esdeveniments van demostrar ser una fita decisiva en la història de Jordània; va ser testimoni del sorgiment d'una identitat jordana diferent. La valentia que va mostrar Hussein contra el desafiament conjunt palestí-sirià va impressionar tant a Occident com a Israel. Nixon va ordenar que es lliuressin 10 milions $ en ajut a Jordània, i altres 30 milions $ sol·licitats al Congrés dels Estats Units.

### Organització Setembre Negre
L'Organització Setembre Negre va ser establerta per membres de Fatah el 1971 per a operacions de represàlia i vagues internacionals després dels esdeveniments de setembre. El 28 de novembre de 1971, quatre dels membres del grup van assassinar el primer ministre Wasfi al-Tall al vestíbul del Sheraton Caire Hotel a Egipte mentre assistia a una cimera de la Lliga Àrab. Les darreres paraules d'Al-Tall van ser «Em van matar, assassins... creuen només en foc i destrucció». El grup continuaria realitzant d'altres atacs contra Jordània, i contra ciutadans i propietats israelianes i occidentals fora de l'Orient Mitjà, com la Massacre de Múnic contra els atletes israelians el 1972. L'Organització Setembre Negre es va dissoldre més tard als anys 1973-1974 quan l'OAP va intentar aturar la Guerra del Yom Kippur de 1973 i seguir una estratègia diplomàtica. Fatah sempre ha negat públicament la seva responsabilitat per les operacions de l'organització Setembre Negre, però a la dècada del 2000, alguns alts funcionaris de Fatah i Setembre Negre van reconèixer la relació.

### Líban
Als combats de setembre, l'OAP va perdre la seva principal base d'operacions. Els combatents van ser conduïts al sud del Líban on es van reagrupar. La presència ampliada de l'OAP al Líban i la intensificació dels combats a la frontera israeliana-libanesa van provocar disturbis interns al país, on els combatents de l'OAP van augmentar dràsticament el pes del Moviment Nacional Libanès, una coalició de musulmans, nacionalistes àrabs i d'esquerres que s'oposaven al govern de dretes dominat pels maronites. Aquests esdeveniments van ajudar a precipitar la Guerra Civil del Líban, en la qual l'OAP finalment seria expulsada a Tunísia.